# Каменна (Куявско-Поморское воеводство)
Каменна (пол. Kamienna) — село в Польше в гмине Любень-Куявский Влоцлавского повета Куявско-Поморского воеводства.

## География
Село находится в 5 км от административного центра гмины города Любень-Куявский, в 33 км от административного центра повета города Влоцлавек и в 83 км от административного центра воеводства города Торунь.

## История
В 1975—1998 годах село входило во Влоцлавское воеводство.